# Апорія (фільм)
«Апорія» (Aporia) — американський науково-фантастичний фільм 2023 року, сценарист і режисер Джаред Моше. Прем'єра відбулася на Міжнародному кінофестивалі «Фантазія» 2023 року. «Апорія» отримала переважно позитивні відгуки, особливо відзначено гру акторів.

## Про фільм
Вісім місяців тому чоловіка Софі Малкольма збив п'яний водій. Софі Райс виховує дочку Райлі сама.
Перед смертю Малкольм працював із найкращим другом Джабіром над розробкою своєрідної машини часу. Іранський вчений втік з батьківщини після того, як його сім'ю вбив режим, і тепер заробляє на життя водієм. Пристрій, який він встановлює у вітальні Софі, не може повернути людей у минуле. Але може принаймні вбити когось із минулого.
Спочатку Софі не вагається використовувати машину, щоб убити п'яного водія, який збив Мела. Коли вона врешті використовує пристрій, спочатку здається, ніби нічого не сталося.
Зрештою після череди подій вона помічає — Мал повернувся, не підозрюючи, що його взагалі не було.

## Знімались
| Актор          | Роль    |
| -------------- | ------- |
| Джуді Грір     | Софі    |
| Еді Гатегі     | Малколм |
| Пейман Мааді   | Джабір  |
| Фейті Герман   | Райлі   |
| Рейчел Полсон  | Мей     |
| Тейт Еллінгтон | Скотт   |